# Demetrios Bernardakis

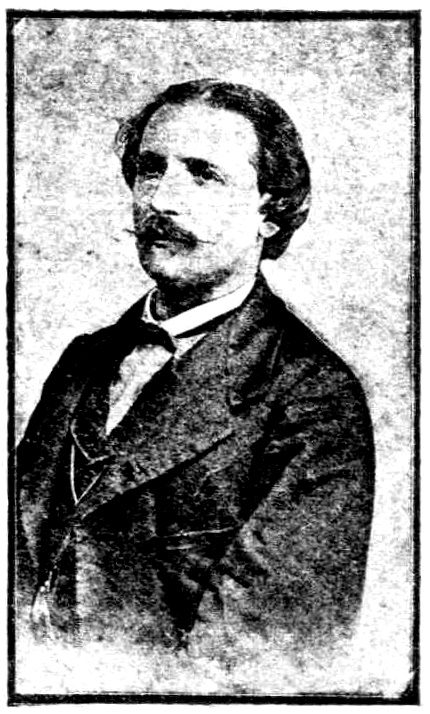
Demetrios Bernardakis.

Demetrios Bernardakis (grekiska: Δημήτριος Βερναρδάκης), född den 3 december 1834 i Mytilene på Lesbos, död den 25 december 1907, var en grekisk poet och filolog. 
Bernardakes studerade till filosofisk grad i Aten, München och Berlin, var 1861–1869 professor i historia och filologi vid Atens universitet och bosatte sig därefter på sin fäderneö. Han utmärkte sig i både allvarliga och skämtsamma berättande dikter. Till det senare slaget hör Peridromos och satiren Graomyomachia (1856), till det förra legenden Eikasia (1858). I sina dramer, bland annat Maria Doxapatri (1858), Merope (1866) och Kyra Frosyne (1882), anslog han patriotiska strängar. Han är dessutom författare till lingvistiska och historiska arbeten samt bidrog till skapandet av det nygrekiska skriftspråket, varvid han uppträdde mot allt överdrivet arkaiserande.